# Gondangwinangun
Gondangwinangun is een bestuurslaag in het regentschap Temanggung van de provincie Midden-Java, Indonesië. Gondangwinangun telt 3002 inwoners (volkstelling 2010).